# Liste des planètes mineures (686001-687000)
Voici la liste des planètes mineures numérotées de 686001 à 687000. Les planètes mineures sont numérotées lorsque leur orbite est confirmée, ce qui peut parfois se produire longtemps après leur découverte. Elles sont classées ici par leur numéro.

## Planètes mineures 686001 à 687000
- (686001) 2010 GY207
- (686002) 2010 GR212
- (686003) 2010 HX76
- (686004) 2010 HN103
- (686005) 2010 HO105
- (686006) 2010 HB128
- (686007) 2010 HE131
- (686008) 2010 JJ34
- (686009) 2010 JF35
- (686010) 2010 JH37
- (686011) 2010 JW37
- (686012) 2010 JF44
- (686013) 2010 JQ48
- (686014) 2010 JO76
- (686015) 2010 JX77
- (686016) 2010 JB121
- (686017) 2010 JZ122
- (686018) 2010 JF156
- (686019) 2010 JN158
- (686020) 2010 JS159
- (686021) 2010 JS161
- (686022) 2010 JW162
- (686023) 2010 JZ162
- (686024) 2010 JT165
- (686025) 2010 JO167
- (686026) 2010 JE168
- (686027) 2010 JO170
- (686028) 2010 JH179
- (686029) 2010 JD197
- (686030) 2010 JT215
- (686031) 2010 KL37
- (686032) 2010 KF39
- (686033) 2010 KT127
- (686034) 2010 KK140
- (686035) 2010 KA141
- (686036) 2010 KP143
- (686037) 2010 KF148
- (686038) 2010 KW148
- (686039) 2010 KL153
- (686040) 2010 KQ156
- (686041) 2010 KX157
- (686042) 2010 KF158
- (686043) 2010 LZ34
- (686044) 2010 LX64
- (686045) 2010 LP67
- (686046) 2010 LY105
- (686047) 2010 LC107
- (686048) 2010 LP107
- (686049) 2010 LG112
- (686050) 2010 LY113
- (686051) 2010 LU133
- (686052) 2010 LX135
- (686053) 2010 LW138
- (686054) 2010 LD149
- (686055) 2010 LJ158
- (686056) 2010 MH112
- (686057) 2010 MG129
- (686058) 2010 NQ34
- (686059) 2010 NE109
- (686060) 2010 NA119
- (686061) 2010 NV125
- (686062) 2010 NA127
- (686063) 2010 NH132
- (686064) 2010 NY133
- (686065) 2010 NL136
- (686066) 2010 OB5
- (686067) 2010 OE10
- (686068) 2010 OS11
- (686069) 2010 OX152
- (686070) 2010 PD1
- (686071) 2010 PK1
- (686072) 2010 PA23
- (686073) 2010 PT66
- (686074) 2010 PJ80
- (686075) 2010 PA88
- (686076) 2010 PF89
- (686077) 2010 PJ92
- (686078) 2010 PZ92
- (686079) 2010 QE
- (686080) 2010 QO2
- (686081) 2010 QQ7
- (686082) 2010 RJ
- (686083) 2010 RX
- (686084) 2010 RR8
- (686085) 2010 RH14
- (686086) 2010 RR17
- (686087) 2010 RY23
- (686088) 2010 RE32
- (686089) 2010 RF32
- (686090) 2010 RN32
- (686091) 2010 RP33
- (686092) 2010 RS34
- (686093) 2010 RV37
- (686094) 2010 RS38
- (686095) 2010 RT41
- (686096) 2010 RC43
- (686097) 2010 RL47
- (686098) 2010 RL57
- (686099) 2010 RU57
- (686100) 2010 RZ57
- (686101) 2010 RO61
- (686102) 2010 RJ66
- (686103) 2010 RH68
- (686104) 2010 RD71
- (686105) 2010 RK72
- (686106) 2010 RC73
- (686107) 2010 RO74
- (686108) 2010 RZ74
- (686109) 2010 RG77
- (686110) 2010 RH86
- (686111) 2010 RR86
- (686112) 2010 RU86
- (686113) 2010 RY87
- (686114) 2010 RB91
- (686115) 2010 RG91
- (686116) 2010 RX94
- (686117) 2010 RM95
- (686118) 2010 RP95
- (686119) 2010 RR105
- (686120) 2010 RN108
- (686121) 2010 RH111
- (686122) 2010 RQ114
- (686123) 2010 RH117
- (686124) 2010 RB125
- (686125) 2010 RZ126
- (686126) 2010 RQ127
- (686127) 2010 RY128
- (686128) 2010 RV134
- (686129) 2010 RZ134
- (686130) 2010 RB136
- (686131) 2010 RU140
- (686132) 2010 RS149
- (686133) 2010 RF150
- (686134) 2010 RT151
- (686135) 2010 RZ152
- (686136) 2010 RB153
- (686137) 2010 RK154
- (686138) 2010 RK157
- (686139) 2010 RA162
- (686140) 2010 RF163
- (686141) 2010 RD169
- (686142) 2010 RE171
- (686143) 2010 RL171
- (686144) 2010 RQ176
- (686145) 2010 RE178
- (686146) 2010 RO182
- (686147) 2010 RR188
- (686148) 2010 RE189
- (686149) 2010 RW189
- (686150) 2010 RK190
- (686151) 2010 RP190
- (686152) 2010 RU191
- (686153) 2010 RE192
- (686154) 2010 RG192
- (686155) 2010 RJ192
- (686156) 2010 RZ193
- (686157) 2010 RJ195
- (686158) 2010 RP198
- (686159) 2010 RR198
- (686160) 2010 RL199
- (686161) 2010 RO199
- (686162) 2010 RE200
- (686163) 2010 RN200
- (686164) 2010 RO200
- (686165) 2010 RA201
- (686166) 2010 RC202
- (686167) 2010 RE202
- (686168) 2010 RL202
- (686169) 2010 RR202
- (686170) 2010 RV202
- (686171) 2010 RW202
- (686172) 2010 RO203
- (686173) 2010 RH207
- (686174) 2010 RQ207
- (686175) 2010 RB208
- (686176) 2010 RG209
- (686177) 2010 RU209
- (686178) 2010 RE210
- (686179) 2010 RS212
- (686180) 2010 RA214
- (686181) 2010 RQ214
- (686182) 2010 RC215
- (686183) 2010 RD219
- (686184) 2010 RO219
- (686185) 2010 RR219
- (686186) 2010 RT219
- (686187) 2010 RL220
- (686188) 2010 RS220
- (686189) 2010 RE223
- (686190) 2010 RR224
- (686191) 2010 RT225
- (686192) 2010 SJ1
- (686193) 2010 SX1
- (686194) 2010 SK4
- (686195) 2010 SP4
- (686196) 2010 SH5
- (686197) 2010 ST7
- (686198) 2010 SS10
- (686199) 2010 SU10
- (686200) 2010 SE16
- (686201) 2010 SZ18
- (686202) 2010 SF22
- (686203) 2010 SZ24
- (686204) 2010 SM29
- (686205) 2010 SX29
- (686206) 2010 SC32
- (686207) 2010 ST34
- (686208) 2010 SY34
- (686209) 2010 SF40
- (686210) 2010 SQ40
- (686211) 2010 SE42
- (686212) 2010 SQ44
- (686213) 2010 SZ44
- (686214) 2010 SL46
- (686215) 2010 SA47
- (686216) 2010 SM47
- (686217) 2010 SB48
- (686218) 2010 SM48
- (686219) 2010 SS50
- (686220) 2010 SZ50
- (686221) 2010 SG51
- (686222) 2010 SJ51
- (686223) 2010 SU52
- (686224) 2010 SV52
- (686225) 2010 SZ54
- (686226) 2010 SV55
- (686227) 2010 SY55
- (686228) 2010 SX57
- (686229) 2010 SY57
- (686230) 2010 SA58
- (686231) 2010 SE60
- (686232) 2010 SP60
- (686233) 2010 SN61
- (686234) 2010 SJ63
- (686235) 2010 SL63
- (686236) 2010 SW63
- (686237) 2010 SV64
- (686238) 2010 SG66
- (686239) 2010 TS5
- (686240) 2010 TD6
- (686241) 2010 TM7
- (686242) 2010 TR7
- (686243) 2010 TF9
- (686244) 2010 TE26
- (686245) 2010 TF28
- (686246) 2010 TE31
- (686247) 2010 TG42
- (686248) 2010 TD43
- (686249) 2010 TW45
- (686250) 2010 TU60
- (686251) 2010 TM61
- (686252) 2010 TP61
- (686253) 2010 TN69
- (686254) 2010 TW74
- (686255) 2010 TM76
- (686256) 2010 TB87
- (686257) 2010 TY87
- (686258) 2010 TU92
- (686259) 2010 TH94
- (686260) 2010 TH98
- (686261) 2010 TE100
- (686262) 2010 TL100
- (686263) 2010 TF101
- (686264) 2010 TO102
- (686265) 2010 TK107
- (686266) 2010 TP107
- (686267) 2010 TF109
- (686268) 2010 TB111
- (686269) 2010 TO111
- (686270) 2010 TY112
- (686271) 2010 TE124
- (686272) 2010 TS129
- (686273) 2010 TZ132
- (686274) 2010 TX136
- (686275) 2010 TA137
- (686276) 2010 TF137
- (686277) 2010 TG138
- (686278) 2010 TP142
- (686279) 2010 TW148
- (686280) 2010 TP159
- (686281) 2010 TN160
- (686282) 2010 TQ165
- (686283) 2010 TX178
- (686284) 2010 TQ187
- (686285) 2010 TU194
- (686286) 2010 TX196
- (686287) 2010 TU197
- (686288) 2010 TP198
- (686289) 2010 TG199
- (686290) 2010 TV201
- (686291) 2010 TK204
- (686292) 2010 TX204
- (686293) 2010 TJ205
- (686294) 2010 TT205
- (686295) 2010 TV205
- (686296) 2010 TM206
- (686297) 2010 TN207
- (686298) 2010 TR207
- (686299) 2010 TS207
- (686300) 2010 TH208
- (686301) 2010 TB210
- (686302) 2010 TM212
- (686303) 2010 TX213
- (686304) 2010 TT214
- (686305) 2010 TW214
- (686306) 2010 TX214
- (686307) 2010 TZ214
- (686308) 2010 TB215
- (686309) 2010 TG215
- (686310) 2010 TH215
- (686311) 2010 TP215
- (686312) 2010 TD218
- (686313) 2010 TH218
- (686314) 2010 TL218
- (686315) 2010 TZ218
- (686316) 2010 TK220
- (686317) 2010 TO221
- (686318) 2010 TX221
- (686319) 2010 TM224
- (686320) 2010 TA227
- (686321) 2010 TQ227
- (686322) 2010 TF228
- (686323) 2010 TY229
- (686324) 2010 TE231
- (686325) 2010 TS231
- (686326) 2010 TB232
- (686327) 2010 TJ232
- (686328) 2010 TL233
- (686329) 2010 TA236
- (686330) 2010 TR237
- (686331) 2010 UE2
- (686332) 2010 UW2
- (686333) 2010 UW9
- (686334) 2010 UP20
- (686335) 2010 UU23
- (686336) 2010 UM28
- (686337) 2010 UP28
- (686338) 2010 UV36
- (686339) 2010 UP38
- (686340) 2010 US42
- (686341) 2010 UV44
- (686342) 2010 UJ45
- (686343) 2010 UZ47
- (686344) 2010 UB48
- (686345) 2010 UH65
- (686346) 2010 UK67
- (686347) 2010 UA72
- (686348) 2010 UH75
- (686349) 2010 UM82
- (686350) 2010 UL84
- (686351) 2010 UB91
- (686352) 2010 UK91
- (686353) 2010 UU99
- (686354) 2010 UK104
- (686355) 2010 UK107
- (686356) 2010 UR109
- (686357) 2010 UU109
- (686358) 2010 UB111
- (686359) 2010 UA112
- (686360) 2010 UL112
- (686361) 2010 UV112
- (686362) 2010 UA113
- (686363) 2010 UJ113
- (686364) 2010 UN116
- (686365) 2010 UU116
- (686366) 2010 UW117
- (686367) 2010 UX117
- (686368) 2010 UN120
- (686369) 2010 UW120
- (686370) 2010 UY120
- (686371) 2010 UQ121
- (686372) 2010 UR121
- (686373) 2010 UE122
- (686374) 2010 UX122
- (686375) 2010 UQ123
- (686376) 2010 UR123
- (686377) 2010 UG124
- (686378) 2010 UZ126
- (686379) 2010 UE127
- (686380) 2010 UE130
- (686381) 2010 UE132
- (686382) 2010 UJ132
- (686383) 2010 UL132
- (686384) 2010 UW132
- (686385) 2010 UJ133
- (686386) 2010 UK133
- (686387) 2010 UR133
- (686388) 2010 UH135
- (686389) 2010 UM136
- (686390) 2010 VP1
- (686391) 2010 VQ3
- (686392) 2010 VD6
- (686393) 2010 VP12
- (686394) 2010 VR12
- (686395) 2010 VO30
- (686396) 2010 VK31
- (686397) 2010 VL39
- (686398) 2010 VW50
- (686399) 2010 VF53
- (686400) 2010 VG54
- (686401) 2010 VR55
- (686402) 2010 VU56
- (686403) 2010 VE58
- (686404) 2010 VL59
- (686405) 2010 VD64
- (686406) 2010 VU84
- (686407) 2010 VG85
- (686408) 2010 VT92
- (686409) 2010 VT96
- (686410) 2010 VE102
- (686411) 2010 VO105
- (686412) 2010 VQ125
- (686413) 2010 VL126
- (686414) 2010 VC135
- (686415) 2010 VR136
- (686416) 2010 VX137
- (686417) 2010 VT138
- (686418) 2010 VQ140
- (686419) 2010 VZ141
- (686420) 2010 VB146
- (686421) 2010 VE149
- (686422) 2010 VM150
- (686423) 2010 VO156
- (686424) 2010 VO157
- (686425) 2010 VZ161
- (686426) 2010 VP163
- (686427) 2010 VO166
- (686428) 2010 VY169
- (686429) 2010 VP170
- (686430) 2010 VO172
- (686431) 2010 VA182
- (686432) 2010 VJ184
- (686433) 2010 VW186
- (686434) 2010 VO187
- (686435) 2010 VY192
- (686436) 2010 VA194
- (686437) 2010 VW195
- (686438) 2010 VL207
- (686439) 2010 VC208
- (686440) 2010 VC209
- (686441) 2010 VA210
- (686442) 2010 VM211
- (686443) 2010 VA213
- (686444) 2010 VR216
- (686445) 2010 VT216
- (686446) 2010 VA222
- (686447) 2010 VU225
- (686448) 2010 VP226
- (686449) 2010 VR226
- (686450) 2010 VV226
- (686451) 2010 VL231
- (686452) 2010 VA232
- (686453) 2010 VD233
- (686454) 2010 VF239
- (686455) 2010 VS239
- (686456) 2010 VL240
- (686457) 2010 VF241
- (686458) 2010 VR241
- (686459) 2010 VB242
- (686460) 2010 VO242
- (686461) 2010 VJ244
- (686462) 2010 VV244
- (686463) 2010 VH245
- (686464) 2010 VM248
- (686465) 2010 VX248
- (686466) 2010 VN251
- (686467) 2010 VV251
- (686468) 2010 VH252
- (686469) 2010 VY253
- (686470) 2010 VK254
- (686471) 2010 VO254
- (686472) 2010 VP254
- (686473) 2010 VS254
- (686474) 2010 VV254
- (686475) 2010 VX254
- (686476) 2010 VA255
- (686477) 2010 VG255
- (686478) 2010 VF256
- (686479) 2010 VP256
- (686480) 2010 VR256
- (686481) 2010 VX256
- (686482) 2010 VY256
- (686483) 2010 VS257
- (686484) 2010 VB258
- (686485) 2010 VO259
- (686486) 2010 VV259
- (686487) 2010 VE260
- (686488) 2010 VZ261
- (686489) 2010 VZ262
- (686490) 2010 VH263
- (686491) 2010 VR264
- (686492) 2010 VV264
- (686493) 2010 VH265
- (686494) 2010 VO265
- (686495) 2010 VJ267
- (686496) 2010 VR267
- (686497) 2010 VS267
- (686498) 2010 VW267
- (686499) 2010 VA270
- (686500) 2010 VC270
- (686501) 2010 VZ270
- (686502) 2010 VJ271
- (686503) 2010 VN272
- (686504) 2010 VY272
- (686505) 2010 VK273
- (686506) 2010 VP273
- (686507) 2010 VB275
- (686508) 2010 VL276
- (686509) 2010 VO276
- (686510) 2010 VA277
- (686511) 2010 VB277
- (686512) 2010 VO278
- (686513) 2010 VP284
- (686514) 2010 VH285
- (686515) 2010 WN1
- (686516) 2010 WN6
- (686517) 2010 WV6
- (686518) 2010 WJ9
- (686519) 2010 WD14
- (686520) 2010 WV16
- (686521) 2010 WZ18
- (686522) 2010 WE21
- (686523) 2010 WX22
- (686524) 2010 WT30
- (686525) 2010 WD39
- (686526) 2010 WO41
- (686527) 2010 WS41
- (686528) 2010 WQ44
- (686529) 2010 WV45
- (686530) 2010 WR46
- (686531) 2010 WJ54
- (686532) 2010 WL58
- (686533) 2010 WC59
- (686534) 2010 WV77
- (686535) 2010 WC78
- (686536) 2010 WG78
- (686537) 2010 WU78
- (686538) 2010 WX78
- (686539) 2010 WB79
- (686540) 2010 WM79
- (686541) 2010 XP2
- (686542) 2010 XK7
- (686543) 2010 XS8
- (686544) 2010 XN11
- (686545) 2010 XS20
- (686546) 2010 XT22
- (686547) 2010 XC23
- (686548) 2010 XU26
- (686549) 2010 XM27
- (686550) 2010 XE29
- (686551) 2010 XR33
- (686552) 2010 XK41
- (686553) 2010 XA47
- (686554) 2010 XM52
- (686555) 2010 XM55
- (686556) 2010 XC56
- (686557) 2010 XM60
- (686558) 2010 XD61
- (686559) 2010 XR62
- (686560) 2010 XE63
- (686561) 2010 XB65
- (686562) 2010 XN67
- (686563) 2010 XJ68
- (686564) 2010 XC69
- (686565) 2010 XQ70
- (686566) 2010 XX81
- (686567) 2010 XA82
- (686568) 2010 XS92
- (686569) 2010 XS95
- (686570) 2010 XA96
- (686571) 2010 XQ96
- (686572) 2010 XH97
- (686573) 2010 XS97
- (686574) 2010 XK99
- (686575) 2010 XD100
- (686576) 2010 XC101
- (686577) 2010 XH102
- (686578) 2010 XB103
- (686579) 2010 XC103
- (686580) 2010 XF104
- (686581) 2010 XJ104
- (686582) 2010 XR105
- (686583) 2010 XW105
- (686584) 2010 XF106
- (686585) 2010 XG106
- (686586) 2010 XL107
- (686587) 2010 XX108
- (686588) 2010 XJ109
- (686589) 2010 XY111
- (686590) 2010 XL112
- (686591) 2010 XO113
- (686592) 2010 XB114
- (686593) 2010 XO115
- (686594) 2010 XX115
- (686595) 2010 XF116
- (686596) 2010 XG116
- (686597) 2010 XF117
- (686598) 2010 XM118
- (686599) 2010 XC119
- (686600) 2010 XJ119
- (686601) 2010 XL119
- (686602) 2010 XM119
- (686603) 2010 XY119
- (686604) 2010 XK120
- (686605) 2010 XO120
- (686606) 2010 XV120
- (686607) 2010 XQ122
- (686608) 2010 XR122
- (686609) 2010 XV122
- (686610) 2010 XZ122
- (686611) 2010 XC123
- (686612) 2010 YU6
- (686613) 2010 YA7
- (686614) 2011 AZ1
- (686615) 2011 AN2
- (686616) 2011 AC11
- (686617) 2011 AY14
- (686618) 2011 AZ17
- (686619) 2011 AQ18
- (686620) 2011 AW22
- (686621) 2011 AD31
- (686622) 2011 AP34
- (686623) 2011 AY34
- (686624) 2011 AG37
- (686625) 2011 AX39
- (686626) 2011 AQ40
- (686627) 2011 AJ42
- (686628) 2011 AV44
- (686629) 2011 AN48
- (686630) 2011 AW48
- (686631) 2011 AX49
- (686632) 2011 AK51
- (686633) 2011 AB57
- (686634) 2011 AX58
- (686635) 2011 AS59
- (686636) 2011 AD62
- (686637) 2011 AH63
- (686638) 2011 AY64
- (686639) 2011 AT68
- (686640) 2011 AS69
- (686641) 2011 AH71
- (686642) 2011 AG78
- (686643) 2011 AN78
- (686644) 2011 AO81
- (686645) 2011 AR81
- (686646) 2011 AT81
- (686647) 2011 AL84
- (686648) 2011 AY84
- (686649) 2011 AE85
- (686650) 2011 AA86
- (686651) 2011 AF86
- (686652) 2011 AB87
- (686653) 2011 AT90
- (686654) 2011 AJ91
- (686655) 2011 AV92
- (686656) 2011 AV94
- (686657) 2011 AP96
- (686658) 2011 AY96
- (686659) 2011 AF98
- (686660) 2011 AL98
- (686661) 2011 AW98
- (686662) 2011 AY98
- (686663) 2011 AG99
- (686664) 2011 AZ99
- (686665) 2011 AH104
- (686666) 2011 AJ104
- (686667) 2011 AQ105
- (686668) 2011 BV9
- (686669) 2011 BR11
- (686670) 2011 BB18
- (686671) 2011 BV21
- (686672) 2011 BW25
- (686673) 2011 BU26
- (686674) 2011 BY30
- (686675) 2011 BY32
- (686676) 2011 BE34
- (686677) 2011 BZ34
- (686678) 2011 BR35
- (686679) 2011 BT35
- (686680) 2011 BG36
- (686681) 2011 BO38
- (686682) 2011 BX40
- (686683) 2011 BQ41
- (686684) 2011 BS41
- (686685) 2011 BU41
- (686686) 2011 BV41
- (686687) 2011 BD42
- (686688) 2011 BW42
- (686689) 2011 BH43
- (686690) 2011 BB46
- (686691) 2011 BB47
- (686692) 2011 BG47
- (686693) 2011 BJ47
- (686694) 2011 BQ48
- (686695) 2011 BY49
- (686696) 2011 BK55
- (686697) 2011 BX64
- (686698) 2011 BZ64
- (686699) 2011 BO65
- (686700) 2011 BX68
- (686701) 2011 BB70
- (686702) 2011 BY72
- (686703) 2011 BV77
- (686704) 2011 BL83
- (686705) 2011 BQ87
- (686706) 2011 BL88
- (686707) 2011 BA89
- (686708) 2011 BB90
- (686709) 2011 BV90
- (686710) 2011 BT93
- (686711) 2011 BZ93
- (686712) 2011 BJ99
- (686713) 2011 BV100
- (686714) 2011 BX100
- (686715) 2011 BG104
- (686716) 2011 BQ104
- (686717) 2011 BQ105
- (686718) 2011 BU107
- (686719) 2011 BW110
- (686720) 2011 BV116
- (686721) 2011 BB117
- (686722) 2011 BU121
- (686723) 2011 BY125
- (686724) 2011 BG129
- (686725) 2011 BA130
- (686726) 2011 BR133
- (686727) 2011 BZ140
- (686728) 2011 BR141
- (686729) 2011 BR146
- (686730) 2011 BY146
- (686731) 2011 BT147
- (686732) 2011 BX149
- (686733) 2011 BT153
- (686734) 2011 BU153
- (686735) 2011 BB154
- (686736) 2011 BP155
- (686737) 2011 BB157
- (686738) 2011 BP157
- (686739) 2011 BS158
- (686740) 2011 BU165
- (686741) 2011 BV165
- (686742) 2011 BF166
- (686743) 2011 BX167
- (686744) 2011 BM169
- (686745) 2011 BN169
- (686746) 2011 BC171
- (686747) 2011 BF171
- (686748) 2011 BX171
- (686749) 2011 BK172
- (686750) 2011 BQ172
- (686751) 2011 BL173
- (686752) 2011 BT173
- (686753) 2011 BL174
- (686754) 2011 BU174
- (686755) 2011 BC175
- (686756) 2011 BQ181
- (686757) 2011 BD183
- (686758) 2011 BC185
- (686759) 2011 BD185
- (686760) 2011 BM187
- (686761) 2011 BW187
- (686762) 2011 BX187
- (686763) 2011 BA188
- (686764) 2011 BB189
- (686765) 2011 BR189
- (686766) 2011 BD191
- (686767) 2011 BA194
- (686768) 2011 BE194
- (686769) 2011 BW194
- (686770) 2011 BU195
- (686771) 2011 BY195
- (686772) 2011 BT196
- (686773) 2011 BY197
- (686774) 2011 BD201
- (686775) 2011 BA204
- (686776) 2011 BV208
- (686777) 2011 CU
- (686778) 2011 CJ19
- (686779) 2011 CH24
- (686780) 2011 CQ30
- (686781) 2011 CK31
- (686782) 2011 CA38
- (686783) 2011 CL44
- (686784) 2011 CW45
- (686785) 2011 CL48
- (686786) 2011 CN49
- (686787) 2011 CA55
- (686788) 2011 CA58
- (686789) 2011 CB60
- (686790) 2011 CS61
- (686791) 2011 CZ62
- (686792) 2011 CL64
- (686793) 2011 CM74
- (686794) 2011 CG77
- (686795) 2011 CC85
- (686796) 2011 CG85
- (686797) 2011 CJ91
- (686798) 2011 CQ96
- (686799) 2011 CS98
- (686800) 2011 CX98
- (686801) 2011 CX101
- (686802) 2011 CJ103
- (686803) 2011 CY109
- (686804) 2011 CD110
- (686805) 2011 CK111
- (686806) 2011 CC114
- (686807) 2011 CP119
- (686808) 2011 CS121
- (686809) 2011 CL125
- (686810) 2011 CT125
- (686811) 2011 CB127
- (686812) 2011 CL132
- (686813) 2011 CU132
- (686814) 2011 CT134
- (686815) 2011 CH137
- (686816) 2011 CW141
- (686817) 2011 CM142
- (686818) 2011 CC149
- (686819) 2011 CL149
- (686820) 2011 CQ152
- (686821) 2011 CB154
- (686822) 2011 CK154
- (686823) 2011 CN154
- (686824) 2011 DJ2
- (686825) 2011 DG9
- (686826) 2011 DJ9
- (686827) 2011 DP16
- (686828) 2011 DP17
- (686829) 2011 DK21
- (686830) 2011 DL23
- (686831) 2011 DK26
- (686832) 2011 DX26
- (686833) 2011 DF28
- (686834) 2011 DM31
- (686835) 2011 DB33
- (686836) 2011 DJ33
- (686837) 2011 DT35
- (686838) 2011 DP44
- (686839) 2011 DM45
- (686840) 2011 DT45
- (686841) 2011 DV48
- (686842) 2011 DA53
- (686843) 2011 DL55
- (686844) 2011 DD57
- (686845) 2011 DH58
- (686846) 2011 ED4
- (686847) 2011 ED19
- (686848) 2011 EZ20
- (686849) 2011 EX22
- (686850) 2011 EC32
- (686851) 2011 EG32
- (686852) 2011 EU33
- (686853) 2011 EJ34
- (686854) 2011 EE36
- (686855) 2011 ER37
- (686856) 2011 EY38
- (686857) 2011 EP41
- (686858) 2011 EN48
- (686859) 2011 EV48
- (686860) 2011 EU58
- (686861) 2011 EC61
- (686862) 2011 ET64
- (686863) 2011 EV65
- (686864) 2011 EX72
- (686865) 2011 EV90
- (686866) 2011 EF91
- (686867) 2011 ER92
- (686868) 2011 EQ93
- (686869) 2011 EH96
- (686870) 2011 ET98
- (686871) 2011 EE100
- (686872) 2011 ET101
- (686873) 2011 ED104
- (686874) 2011 EV109
- (686875) 2011 EO110
- (686876) 2011 EL112
- (686877) 2011 EP114
- (686878) 2011 FP
- (686879) 2011 FM1
- (686880) 2011 FT8
- (686881) 2011 FU8
- (686882) 2011 FC9
- (686883) 2011 FA10
- (686884) 2011 FZ14
- (686885) 2011 FX15
- (686886) 2011 FY21
- (686887) 2011 FU28
- (686888) 2011 FU38
- (686889) 2011 FP39
- (686890) 2011 FR40
- (686891) 2011 FW42
- (686892) 2011 FS49
- (686893) 2011 FL50
- (686894) 2011 FR50
- (686895) 2011 FW52
- (686896) 2011 FB54
- (686897) 2011 FT57
- (686898) 2011 FJ58
- (686899) 2011 FK58
- (686900) 2011 FU60
- (686901) 2011 FB64
- (686902) 2011 FF65
- (686903) 2011 FQ69
- (686904) 2011 FU72
- (686905) 2011 FG73
- (686906) 2011 FO74
- (686907) 2011 FM75
- (686908) 2011 FO75
- (686909) 2011 FL79
- (686910) 2011 FB83
- (686911) 2011 FY83
- (686912) 2011 FV84
- (686913) 2011 FV88
- (686914) 2011 FA90
- (686915) 2011 FZ92
- (686916) 2011 FO95
- (686917) 2011 FT95
- (686918) 2011 FN96
- (686919) 2011 FS97
- (686920) 2011 FP98
- (686921) 2011 FB100
- (686922) 2011 FT104
- (686923) 2011 FG105
- (686924) 2011 FW107
- (686925) 2011 FG110
- (686926) 2011 FT112
- (686927) 2011 FN115
- (686928) 2011 FY123
- (686929) 2011 FZ126
- (686930) 2011 FR129
- (686931) 2011 FT130
- (686932) 2011 FE131
- (686933) 2011 FP131
- (686934) 2011 FP139
- (686935) 2011 FP149
- (686936) 2011 FY154
- (686937) 2011 FD160
- (686938) 2011 FK161
- (686939) 2011 FW162
- (686940) 2011 FV164
- (686941) 2011 FJ168
- (686942) 2011 FV170
- (686943) 2011 FA171
- (686944) 2011 FX171
- (686945) 2011 GJ2
- (686946) 2011 GS2
- (686947) 2011 GM3
- (686948) 2011 GS3
- (686949) 2011 GV4
- (686950) 2011 GZ12
- (686951) 2011 GS13
- (686952) 2011 GO15
- (686953) 2011 GW15
- (686954) 2011 GR16
- (686955) 2011 GV16
- (686956) 2011 GX16
- (686957) 2011 GO17
- (686958) 2011 GL19
- (686959) 2011 GH22
- (686960) 2011 GT29
- (686961) 2011 GD33
- (686962) 2011 GG35
- (686963) 2011 GJ42
- (686964) 2011 GM44
- (686965) 2011 GQ45
- (686966) 2011 GE49
- (686967) 2011 GD50
- (686968) 2011 GT52
- (686969) 2011 GA54
- (686970) 2011 GK60
- (686971) 2011 GJ68
- (686972) 2011 GJ71
- (686973) 2011 GO71
- (686974) 2011 GB74
- (686975) 2011 GH76
- (686976) 2011 GC77
- (686977) 2011 GE87
- (686978) 2011 GR89
- (686979) 2011 GR90
- (686980) 2011 GO91
- (686981) 2011 GC92
- (686982) 2011 GQ92
- (686983) 2011 GU92
- (686984) 2011 GD93
- (686985) 2011 GH93
- (686986) 2011 GP93
- (686987) 2011 GA94
- (686988) 2011 GZ94
- (686989) 2011 GQ96
- (686990) 2011 GS96
- (686991) 2011 GG97
- (686992) 2011 GE98
- (686993) 2011 GF98
- (686994) 2011 GJ98
- (686995) 2011 GF100
- (686996) 2011 GW100
- (686997) 2011 GZ101
- (686998) 2011 GP102
- (686999) 2011 GN103
- (687000) 2011 GQ104